# Benjamin Hornigold
Benjamin Hornigold (1660–1719) fue un pirata inglés de principios del siglo XVIII. Su barco Benjamin fue el punto de partida de piratas más conocidos. Como muchos piratas del mar Caribe, Hornigold había servido previamente a un pirata inglés durante la Guerra de Sucesión Española.
Hornigold era conocido por ser menos vicioso que los demás. Una de sus víctimas contó cómo su barco fue perseguido por el de Hornigold hasta que los piratas subieron a bordo y Hornigold, de una manera amable, les pidió a los tripulantes que les dieran sus sombreros. Les explicó que los piratas se habían emborrachado la noche anterior y tirado los sombreros por la borda. En cuanto tuvo lo que quería, Hornigold se retiró en paz.
Hornigold dejó la isla de Nueva Providencia, en las Bahamas, con Edward Teach (Barbanegra) en su tripulación. En 1717 robaron seis naves en la costa norteamericana y las llevaron hasta el Caribe. Al final del año, Hornigold y Teach capturaron un barco francés cargado de oro, joyas y otros bienes. Después de dividirse el botín, se separaron.
Barbanegra partió a Norteamérica y Hornigold hacia New Providence. Cuando Woodes Rogers fue nombrado Gobernador Real de las Bahamas, el capitán Hornigold pidió y recibió perdón. Rogers le encomendó entonces que se  dedicara a la caza de piratas. Hornigold persiguió a Stede Bonnet y a Charles Vane, entre otros.
Hacia 1719, Hornigold fue enviado a Nueva España en un buque mercante que se hundió lejos de tierra y se cree que toda la tripulación se perdió en el mar.

## Antes de la piratearía
No existen registros de los primeros años de Hornigold, aunque a veces se ha dicho que nació en el condado inglés de Norfolk, donde aparece el apellido Hornigold o Hornagold. Si es así, podría haber servido primero en el mar a bordo de barcos cuyo puerto de origen era King's Lynn o Great Yarmouth. Sus primeros actos de piratería documentados tuvieron lugar en el invierno de 1713-1714, cuando empleó periaguas (canoas de vela) y el balandro Happy Return, junto con Daniel Stillwell, John Cockram y John West para amenazar a los buques mercantes frente a la costa de Nueva Providencia y su capital Nassau, donde había establecido una república de "corsarios" o "piratas". El propio Hornigold navegaba en un barco llamado Marianne.

## Perdón de las autoridades y su vida como cazador de piratas
El gobernador Rogers garantizó el perdón a Hornigold, pero le encargó que cazara a otros piratas, incluido su antiguo lugarteniente, Teach (Barbanegra). Hornigold pasaría los siguientes dieciocho meses navegando por las Bahamas, cazando a sus antiguos socios. Acechó pero no pudo detener a Charles Vane, capturando en su lugar al socio de Vane, Nicholas Woodall, seguido por John Auger, quienes habían aceptado el mismo perdón que Hornigold pero luego habían vuelto a la piratería. En diciembre de 1718, el gobernador Rogers escribió a la Junta de Comercio de Londres elogiando los esfuerzos de Hornigold por remediar su reputación como pirata cazando a sus antiguos aliados.

## En la cultura popular
- Fue incluido como personaje secundario en la franquicia de videojuegos de Ubisoft Assassin's Creed IV: Black Flag.

- Es un personaje recurrente en la serie de televisión Black Sails, donde es interpretado por el actor Patrick Lyster.